# Ineke van der Wel-Markerink
Gerritdina Willemina (Ineke) van der Wel-Markerink (Neede, 23 mei 1950) is een Nederlandse politica voor de PvdA.
Van 2000 tot 31 mei 2012 was zij burgemeester van Rijswijk. Van 1989 tot 2000 was zij burgemeester van de gemeente Warmond (opgegaan in Teylingen) en daarvoor vanaf 1982 wethouder in de gemeente Goor (opgegaan in Hof van Twente).
Van der Wel had naast de wettelijke portefeuilles (Openbare Orde en Veiligheid) een groot aantal andere zaken in haar portefeuille, zoals externe betrekkingen (inclusief internationale samenwerking), gemeentearchief, algemene en bestuurlijke zaken, voorlichting en public relations, bestuurlijke vernieuwing en de kwaliteit van de gemeentelijke dienstverlening.
Van der Wel is zeer betrokken bij het vrijwilligerswerk en het verenigingsleven zowel in Rijswijk als daarbuiten. Zo is en was zij onder meer actief in een aantal landelijke en provinciale besturen zoals die van het Seniorweb, het Verzetsmuseum, het Randstedelijk Begeleidings Orkest en Humanitas.
Ineke van der Wel is de moeder van DJ Isis, een van de eerste vrouwelijke live-dj's van Nederland.
In februari 2012 zegde een meerderheid van de gemeenteraad van Rijswijk het vertrouwen in Van der Wel op tijdens een discussie over haar herbenoeming. Op 31 mei 2012 nam zij afscheid. Haar functie is, tot de benoeming van Michel Bezuijen op 16 september 2013, waargenomen door Herman Klitsie.